# Podaljšana tristrana piramida
| Podaljšana tristrana piramida | Podaljšana tristrana piramida |
| ----------------------------- | ----------------------------- |
|                               |                               |
| Vrsta                         | Johnsonovo telo J6-J7-J8      |
| Stranske ploskve              | 2+3 trikotnikov 3 kvadrati    |
| Oglišča                       | 7                             |
| Robovi                        | 12                            |
| Konfiguracija oglišča         | 1(33) 3(3.(42) 3(32.42)       |
| Grupa simetrije               | C3v, [3], (*33)               |
| Dualni polieder               | sebidualna                    |
| Vrtilna grupa                 | C3, [3]+, (33)                |
| Značilnosti                   | konveksna                     |
| mreža telesa                  |                               |

Podaljšana tristrana piramida je eno izmed Johnsonovih teles (J7). Kot že ime nakazuje jo dobimo s podaljševanjem tetraedra tako, da pritrdimo tristrano prizmo na osnovno ploskev. Podobno kot podaljšana piramida je telo topološko, ne pa tudi geometrijsko, sebidualna.

## Prostornina in površina
Naslednji izrazi za prostornino (V) in površino (P) sta uporabna za vse stranske ploskve, ki so pravilne in imajo dolžino roba a:
{\displaystyle V=({\frac {1}{12}}({\sqrt {2}}+3{\sqrt {3}}))a^{3}\approx 0,550864...a^{3}}
{\displaystyle A=(3+{\sqrt {3}})a^{2}\approx 4,73205...a^{2}}
Kadar robovi nimajo enakih dolžin uporabljaj ločeno posebne obrazce za tetraeder in tristrano prizmo in seštej rezultate.

## Dualni polieder
Dualno telo podaljšane tristrane piramide ima 7 stranskih ploskev: 4 trikotniške in 3 trapezoidne.
| Dualno telo podaljšane tristrane piramide | Mreža dualnega telesa |
| ----------------------------------------- | --------------------- |
|                                           |                       |